# IC 4117
IC 4117 ist ein Stern im Sternbild Jagdhunde  am Nordsternhimmel. Das Objekt wurde am 21. März 1903 vom deutschen Astronomen Max Wolf entdeckt und fälschlicherweise in den Index-Katalog aufgenommen.